# تازة كند للكلو
تازة كند للكلو هي قرية في مقاطعة مياندوآب، إيران. يقدر عدد سكانها بـ 495 نسمة بحسب إحصاء 2016.